# Renault PR180
Renault PR 180 – autobus miejski, produkowany w latach 1981–1994 przez firmę Renault. Stanowi przegubową odmianę modelu Renault PR100.
Wraz z innymi autobusami z rodziny PR został opracowany przez firmę Berliet, przejętą z czasem przez firmę Renault, która ją włączyła do Renault Véhicules Industriels. 2 autobusy tego typu (#4, #10) były eksploatowane na Górnym Śląsku przez przedsiębiorstwo Henzago Ruda Śląska, jednak bez powodzenia, gdyż autobusy nie spełniały wymagań stawianych przez KZK GOP. Autobusy zostały skasowane, a firma ogłosiła upadłość.